# Venonia muju
Venonia muju là một loài nhện trong họ Lycosidae.
Loài này thuộc chi Venonia. Venonia muju được Pater Chrysanthus miêu tả năm 1967.